# Cascabela gaumeri
Cascabela gaumeri es una especie de árbol perteneciente a la familia Apocynaceae. Es originario desde el sur de México hasta el norte de Nicaragua. Algunos taxónomos lo incluyen como un sinónimo del género Thevetia.

## Distribución
Se distribuye por México, Belice, Guatemala y Nicaragua donde se encuentra ocasionalmente en bosques húmedos, de la vertiente del Pacífico en alturas de  100–600 m s. n. m. La floración se producen en los meses de enero–agosto.

## Descripción
Son árboles pequeños, generalmente alcanzan los 4–6 m de alto. Hojas angostamente oblanceoladas de 7–15 cm de largo y 1.3–3 cm de ancho, el ápice agudo, base cuneado-atenuada, nervios secundarios cercanos unos de otros, no acentuados. Inflorescencia de pocas flores amarillas; sépalos angostamente ovados, de 6–9 mm de largo; corola tubular-infundibuliforme, tubo 3–5 cm de largo, los lobos de 1 cm de largo. Frutos transversalmente oblongos de 1–2 cm de largo y 2–3 cm de ancho.

## Taxonomía
Cascabela gaumeri fue descrita por (Hemsl.) Lippold  y publicado en Feddes Repertorium 91(1–2): 53. 1980.
Sinónimos
- Thevetia gaumeri Hemsl., Hooker's Icon. Pl. 16: t. 1517 (1886).
- Thevetia spathulata Millsp., Publ. Field Columb. Mus., Bot. Ser. 1: 383 (1895).
- Thevetia steerei Woodson, Amer. J. Bot. 22: 685 (1935).[1]